# Ven'nus
Ven'nus (Sabadell, 2000) és el nom artístic de la cantautora sabadellenca Valèria Núñez Saurí. Inicià la seva carrera musical el 2020 arran del confinament de la COVID amb la composició de melodies per als poemes que ja tenia escrits. La seva és una música melancòlica amb alguns tocs d'optimisme, amb influències de Maria Mercè Marçal, pel que fa a la literatura, i de Frank Ocean i Ferran Palau, pel que fa a la música.

## Discografia[5]

### Àlbums
- 2021: El naixement (Halley Supernova)
- 2023: Bocaterra (Halley Records)

### Senzills
- 2020: Sol (autoeditat)
- 2020: Cabells mullats (Records DK)
- 2020: Tomàtiga (Records DK)
- 2020: Drax que riuen de tu (autoeditat)
- 2020: Nohosents Kilòmetres (Optima Music)
- 2020: Un detot (Optima Music)
- 2020: Vici a contrallum (Optima Music)
- 2021: Drax (Optima Music)
- 2021: Mart asfaltat (Optima Music)
- 2021: Punt Peu Fabra (Optima Music)
- 2022: Nena (Halley Supernova)
- 2022: Xiuxiueig (Halley Records)
- 2023: D'estoc (Halley Records)

Col·laboracions
- 2021: Nokia (Optima Music), amb Ariox
- 2022: Aquests segons (amb Llars)
- 2023: L'espai que et crema (amb Triquell)[6]